# Alchemilla tichomirovii
Alchemilla tichomirovii är en rosväxtart som beskrevs av Czkalov. Alchemilla tichomirovii ingår i släktet daggkåpor, och familjen rosväxter. Inga underarter finns listade i Catalogue of Life.